# Nacionalno prvenstvo ZDA 1935
Nacionalno prvenstvo ZDA 1935 v tenisu.

## Moški posamično
Wilmer Allison :  Sidney B. Wood  6-2 6-2 6-3

## Ženske posamično
Helen Jacobs :  Sarah Palfrey Cooke  6-2, 6-4

## Moške dvojice
Wilmer Allison /  John Van Ryn :  Don Budge /  Gene Mako 6–2, 6–3, 2–6, 3–6, 6–1

## Ženske dvojice
Helen Jacobs /  Sarah Palfrey Cooke :  Carolin Babcock /  Dorothy Andrus 6–4, 6–2

## Mešane dvojice
Sarah Palfrey Cooke /  Enrique Maier :  Kay Stammers /  Roderich Menzel 6–4, 4–6, 6–3